# Pomacentrus australis
Pomacentrus australis är en fiskart som beskrevs av Allen och Robertson, 1974. Pomacentrus australis ingår i släktet Pomacentrus och familjen Pomacentridae. Inga underarter finns listade i Catalogue of Life.